# 贡隆乡
贡隆乡，是中华人民共和国四川省甘孜藏族自治州甘孜县下辖的一个乡镇级行政单位。

## 行政区划
贡隆乡下辖以下地区：
堆温果村、莫绒隆村、西启卡村、达合村、学仁多村、钦卡村、麦勒达村和夏拉卡村。